# Sança Eiximenis d'Arenós i de Bellpuig
Sança Eiximenis d'Arenós i de Bellpuig (c. 1344 -25 de juny de 1416) fou una comtessa catalana.
Sança Ximenis d'Arenós fou filla de Gonçal Ximenis d'Arenós i de Timbor de Bellpuig. Vers l'any 1360 la seva àvia materna –Ramona de Riu-sec– i la seva mare feren donació a Sança, en concepte de dot, de la jurisdicció i el mer imperi de Torres Torres, Serra, Andilla i altres poblacions que havien estat del seu avi, Galceran de Bellpuig, per tal de contraure matrimoni amb Joan d'Aragó i de Foix, comte de Prades i baró d'Entença. D'aquest matrimoni nasqueren tres filles i tres fills: Timbor, Constança, Elionor, Pere, Jaume i Lluís.
Sança i Joan foren persones molt properes a la cort de Pere III, de qui el comte de Prades era cosí germà. Tot i aquesta proximitat, no permeteren que la seva filla Timbor es casés amb el germà de la reina Sibil·la de Fortià, Bernat, fet que provocà que es distanciessin per un temps de la vida cortesana. Timbor fou finalment casada amb Bernat IV de Cabrera. Malgrat aquest desencontre, els comtes de Prades no deixaren d'estar relacionats amb la monarquia. Per exemple, l'any 1408 Sança tractà amb el rei Martí, amb qui s'havia casat la seva neta Margarida, el casament d'una altra neta seva, anomenada Joana. Aquest matrimoni amb el germà del comte d'Urgell no es dugué mai a terme, per les reticències de la comtessa d'Urgell, com tampoc el de la seva neta Violant, que havia estat promesa amb Frederic de Luna, net natural del rei Martí. El contacte de Sança amb la cort reial també significà un aproximament als corrents culturals de l'època. Així ens ho demostra el fet que l'any 1396 Francesc Eiximenis li dediqués el seu Llibre de les dones amb aquestes paraules: «dirigit a la molt noble senyora dona Sanxa de Arenós, comtessa de Prades». De fet, Curt J. Wittlin creu que una de les raons per les quals Eiximenis es decidí a escriure aquesta obra fou per consolar Sança després de separar-se del comte Joan de Prades.
Sembla que, almenys des de l'any 1385, Sança vivia separada del seu marit, «no procehint alguna legítima causa o rahó contra marital amor», si hem de creure les paraules del comte de Prades. Ell mateix s'havia queixat diverses vegades al rei Martí del fet que Sança s'aprofitava dels béns dotals i dels seus fruits i es negava a retornar-los. Els intents de Joan de Prades per tornar «a bona i marital concòrdia» havien estat vans, tot i haver-la fet «amonestar per moltes i notables persones així religioses, com seglars». El darrer episodi que coneixem de la vida de Sança té justament relació amb el propòsit del comte de Prades de recuperar els béns que posseïa la seva muller. L'any 1411 va sol·licitar a Ferran d'Antequera que per les armes reconduís l'actitud de la comtessa. El Parlament català amonestà l'ancià Joan d'Aragó, ja que amb aquesta acció havia posat en perill la bona resolució de la qüestió successòria, oberta arran de la mort sense descendència del rei Martí. El comte exigí que Sança fos sotmesa a les decisions del Parlament, però tot i la promesa de l'assemblea d'escriure-li «pregant-la que ella fer la rahó que deu a vós», el Parlament reconegué que no hi tenia cap mena de jurisdicció. No sabem com acabà aquesta qüestió, però el fet és que no es tornà a parlar mai més de l'afer.